# فیل راجرز
فیل راجرز (انگلیسی: Phil Rogers؛ زادهٔ ۲۴ آوریل ۱۹۷۱) شناگر اهل استرالیا بود.
وی در مسابقات کشوری و بین‌المللی در مجموع برندهٔ ۹ مدال طلا، ۹ مدال نقره، ۵ مدال برنز شده‌است.